# Паласиос Альсате, Браиан
Браиан Паласиос Альсате (исп. Brahian Palacios Alzate; род. 24 ноября 2002, Медельин) — колумбийский футболист, нападающий клуба «Атлетико Насьональ».

## Клубная карьера
Паласиос — воспитанник клуба «Атлетико Насьональ». 28 февраля 2022 года в матче против «Атлетико Букараманга» он дебютировал в Кубке Мустанга. 17 июля в поединке против «Мильонариос» Браиан забил свой первый гол за «Атлетико Насьональ». 

## Международная карьера
В 2023 году в составе олимпийской сборной Колумбии Паласиос принял участие в домашних Панамериканских играх. На турнире он сыграл в матчах против команд Гондураса, Бразилии, США и Уругвая.